# Ľudovít Kubáň
Ľudovít Kubáň (* 8. července 1932) je bývalý slovenský fotbalový obránce.

## Hráčská kariéra
V československé lize odehrál za Jednotu Trenčín dvě celá utkání, aniž by skóroval. Debutoval v neděli 16. října 1960 v domácím zápase s Dynamem Praha (dobový název Slavie), který skončil nerozhodně 0:0. Naposled se v nejvyšší soutěži objevil o týden později v Trnavě, kde trenčínští s domácím Spartakem prohráli 0:2.

### Prvoligová bilance
| Ročník             | Zápasy | Góly | Minuty | Klub            |
| ------------------ | ------ | ---- | ------ | --------------- |
| I. liga 1960/61    | 2      | 0    | 180    | Jednota Trenčín |
| CELKEM I. ČS. LIGA | 2      | 0    | 180    |                 |

### Nižší soutěže
Hrál v posledním trenčínském druholigovém derby, které se konalo v sobotu 11. června 1960 a domácí Odeva v něm před 15 000 diváky podlehla mužstvu TTS 1:2 (poločas 0:2). Ke 14. červenci 1960 se oba kluby sloučily a na prvoligovou scénu tak vstoupila Jednota Trenčín. Základní sestavy trenčínských mužstev v posledním vzájemném zápase před sloučením:
Odeva: Šimončič – Ottinger, Kľuka, Čánky, Bezdeda, Hojsík, Husár, Kresta, Kopanický, Fako, Koiš.

TTS: Chromčák – Kubáň, Rovňan, Deglovič, Krnavec, Čemez, Jankech, Heleš, Jajcaj, Bencz, Bajerovský.